# Rita Kőbán
Rita Kőbán (ur. 10 kwietnia 1965 w Budapeszcie) – węgierska kajakarka, dwukrotna medalistka olimpijska z Barcelony.
Na igrzyskach startowała czterokrotnie (IO 88, IO 92, IO 96, IO 00), za każdym razem sięgając po medale. W debiucie zajęła drugie miejsce w czwórce, cztery lata później sięgnęła po jednym medalu w każdym z kolorów. W 1996 triumfowała w prestiżowej jedynce. Ostatni medal, srebrny, wywalczyła w 2000 w czwórce. Ma w dorobku 26 medali mistrzostw świata, wywalczonych na różnych dystansach w latach 1985-1999. Triumfowała dziewięć razy (K-1 200 m: 1994, 1995; K-1 500 m: 1995, K-2 200 m: 1994, K-4 200 m: 1994, 1998, 1999; K-4 500 m: 1986, 1999), sięgnęła po dziesięć srebrnych krążków (K-1 500 m: 1991, 1994; K-1 5000 m: 1993, K-2 200 m: 1998, K-2 500 m: 1985, K-4 500 m: 1987, 1989, 1990, 1991, 1994) i siedem brązowych (K-1 200 m: 1999, K-1 500 m: 1998, K-2 200 m: 1999, K-2 500 m: 1998, K-4 500 m: 1985, 1993, 1995).